# A-Sides
| Оценки критиков      | Оценки критиков |
| Источник             | Оценка          |
| -------------------- | --------------- |
| Allmusic             | [ 1 ]           |
| Entertainment Weekly | (A)             |
| Pitchfork Media      | (7.5/10)        |
| Q                    | [ 4 ]           |
| Роберт Кристгау      | [ 5 ]           |
| Rolling Stone        | [ 6 ] [ 7 ]     |

A-Sides — сборник американской рок-группы Soundgarden, был выпущен в 1997 году на лейбле A&M Records. A-Sides дебютировал под номером 63 в чарте Billboard 200. Альбом был продан тиражом свыше 500.000 копий в Соединённых Штатах, и более чем 700.000 копий по всему миру. Кроме того, он добрался до 51-й строчки в национальном чарте Великобритании, и до 39-й Australian Albums Chart и 6-й в New Zealand Albums Chart.

## Об альбоме
Альбом содержит ранее неиздававшуюся песню — «Bleed Together», записанную в 1996 году во время сессий для альбома Down on the Upside, она была выпущена в качестве сингла в 1997 году и стала последним синглом Soundgarden вплоть до выпуска композиции «Black Rain» в 2010 году.
Интересно, что открывает альбом, песня «Nothing to Say», которая была выпущена только в качестве би-сайда сингла «Hunted Down» в 1987 году. Кроме того сборник содержит песню «Get on the Snake», из альбома Louder Than Love, которая также не издавалась в качестве сингла.

## Список композиций
Все тексты написаны Крисом Корнеллом; вся музыка написана Корнеллом, за исключением отмеченной.
1. «Nothing to Say» (Ким Тайил) — 3:56
  - Из мини-альбома Screaming Life.
2. «Flower» (Thayil) — 3:25
  - Из альбома Ultramega OK.
3. «Loud Love» — 4:57
  - Из альбома Louder Than Love.
4. «Hands All Over» (Тайил) — 6:00
  - Из альбома Louder Than Love.
5. «Get on the Snake» (Тайил) — 3:44
  - Из альбома Louder Than Love.
6. «Jesus Christ Pose» (Мэтт Кэмерон, Корнелл, Бен Шеперд, Тайил) — 5:51
  - Из альбома Badmotorfinger.
7. «Outshined» — 5:11
  - Из альбома Badmotorfinger.
8. «Rusty Cage» — 4:26
  - Из альбома Badmotorfinger.
9. «Spoonman» — 4:06
  - Из альбома Superunknown.
10. «The Day I Tried to Live» — 5:19
  - Из альбома Superunknown.
11. «Black Hole Sun» — 5:18
  - Из альбома Superunknown.
12. «Fell on Black Days» — 4:42
  - Из альбома Superunknown.
13. «Pretty Noose» — 4:12
  - Из альбома Down on the Upside.
14. «Burden in My Hand» — 4:50
  - Из альбома Down on the Upside.
15. «Blow Up the Outside World» — 5:46
  - Из альбома Down on the Upside.
16. «Ty Cobb» (Шефард) — 3:05
  - Из альбома Down on the Upside.
17. «Bleed Together» — 3:54
  - Из сингла «Burden in My Hand».

## Участники записи
| Soundgarden - Крис Корнелл – вокал, ритм-гитара - Мэтт Кэмерон – перкуссия, ударные - Бен Шеперд – бас-гитара на треках 6–17 - Ким Тайил – соло-гитара - Хиро Ямамото – бас-гитара на треках 1–5 | Продакшн - Нельсон Эйерс, Джон Джексон – микширование (ассистенты) - Майкл Бэрбайро, Брендан О'Брайен, Рон Сэинт Джермейн, Стив Томпсон – микширование - Мэтт Бэйлз, Стюарт Хэллерман, Эфрен Эррера, Сэм Хофстедт – звукоинженеры - Майкл Бейнхорн – продюсирование - Ларри Бревер – ассистент продюсера - Джон Бартон, Том Смардон – студийные ассистенты - Дрю Кэналетт – звукоинженер, продакшн - Дэйв Коллинз, Хауи Уайнберг – мастеринг - Джэйсон Корсаро, Лэнс Лимбокер – звукоинженеры - Терри Дэйт – звукоинженер, продюсирование - Джек Эндино – звукоинженер, продюсирование - Лэрими Гарсия, Стив Гилберт, Майкл Левайн, Джэн Ван Олденмарк, Чарльз Питерсон, Марк Селигер, Кевин Уэстенберг – фотографии - Эдам Каспер – звукоинженер, сопродюсирование, микширование - Oogie – арт-директор и дизайн - Soundgarden – продюсирование, микширование |

## Хит-парады
| Хит-парад (1997)          | Высшая позиция |
| ------------------------- | -------------- |
| Canadian RPM Albums Chart | 51             |
| New Zealand Albums Chart  | 6              |
| US Billboard 200          | 63             |
| UK Albums Chart           | 90             |
| Хит-парад (1998)          | Высшая позиция |
| Australian Albums Chart   | 39             |

| Год  | Сингл            | Высшая позиция | Высшая позиция |
| ---- | ---------------- | -------------- | -------------- |
| Год  | Сингл            | US Main        | US Mod         |
| 1997 | «Bleed Together» | 13             | 32             |